# Новоникольское (Москва)
Новонико́льское (Никольские выселки) — бывшая деревня, вошедшая в состав Москвы в 1984 году.

## География
Деревня находилась на территории нынешнего района Южное Бутово Юго-Западного административного округа.

## Название
Получила название, когда выходцы из деревни Никольское стали селиться ближе к новой Варшавской дороге, в результате чего образовались Никольские выселки, ставшие затем деревней Новоникольской.

Вот как описывает образование деревни на страницах своей книги «Памятник земли Московской Церковь Знамения в Захарьино» священник Н. А. Кисилев: 
«В 1845 г. Было построено Варшавское шоссе, прошедшее через Подольск. Потеряла былое значение и Сыровская развилка. Многие жители из Никольского-Неверовского и Сырова, традиционно занимавшиеся ямским промыслом, переселились с льготою к новой дороги, образовав деревни Новоникольское и Новосырово. Насельники и этих деревень стали прихожанами церкви Знамения в Захарьине.»
Деревня Никольское стала после этого называться Староникольской.
Название на 1913 год: Деревня Ново-Никольское.
Согласно Справочнику «Подольский уезд. Населенные пункты. Том 2» на сайте Татьяны Максимовой:

Другие названия: Никольскiе выселки (Новоникольское) [НМ1862, с.183], Никольское [НМ1852, с.898], Выселки Новоникольскiе [К.ОкМ.1878], Выселки Никольскiя [К.Шуб.1860], Нов. Никольское [К.РККА.1929], Ново-Никольское [К.РККА.1941].

## История
Новоникольское основали выходцы из Староникольского в последней четверти XIX века. В 1984 году согласно указу Президиума о передаче некоторых населённых пунктов из Московской области вошла в состав Москвы. В 2004 году в деревне проживал 51 человек, площадь составляла 27 гектаров. 25 июля 2007 года был издан указ об освобождении территории под реконструкцию Варшавского шоссе на участке от МКАД до города Щербинки, и в 2007—2008 годах деревня была снесена.
От деревни сохранились стены домов (например, по адресу Варшавское шоссе, дом № 238). На Варшавском шоссе расположена одноимённая автобусная остановка.
Согласно Справочнику «Подольский уезд. Населенные пункты. Том 2» на сайте Татьяны Максимовой:
Количество дворов: 17- , 1852—339 душ [НМ1852, с.898], 1862 — 15 (60/63 душ) [НМ1862, с. 183], 1913 — 31 [НМ1913, с.378], 1929 — 47 [НМ1929, с. 484]